# Южный Парк (9-й сезон)
Девятый сезон американского анимационного телесериала «Южный Парк» впервые транслировался в США на телеканале Comedy Central с 9 марта по 7 декабря 2005 года.

## Актёрский состав

### Основной состав
- Трей Паркер — Стэн Марш / Эрик Картман / Рэнди Марш / мистер Гаррисон / Клайд Донован / мистер Маки / Стивен Стотч / Джимми Волмер / Тимми Барч
- Мэтт Стоун — Кайл Брофловски / Кенни Маккормик / Баттерс Стотч / Джеральд Брофловски / Стюарт Маккормик / Крэйг Такер / Джимбо Керн
- Эйприл Стюарт — Лиэн Картман / Шелли Марш / Шерон Марш / мэр Мэкдэниэлс / миссис Маккормик / Венди Тестабургер / директриса Виктория
- Мона Маршалл — Шейла Брофловски / Линда Стотч
- Айзек Хейз — Шеф

### Приглашённые звёзды
- Винг в роли самой себя[1]

## Эпизоды
| № общий | № в сезоне | Название                                                                  | Режиссёр    | Автор сценария | Дата премьеры   | Произв. код |
| --- | ---------- | ------------------------------------------------------------------------- | ----------- | -------------- | --------------- | ----------- |
| 126 | 1          | «Новая модная вагина мистера Гаррисона» «Mr. Garrison’s Fancy New Vagina» | Трей Паркер | Трей Паркер    | 9 марта 2005    | 901         |
| Мистеру Гаррисону делают операцию по смене пола, и теперь он — миссис Гаррисон. Тем самым он невольно подсказывает Кайлу, как можно попасть в баскетбольную команду штата.                                                                                  |            |                                                                           |             |                |                 |             |
| 127 | 2          | «Сдохни, хиппи, сдохни» «Die Hippie, Die»                                 | Трей Паркер | Трей Паркер    | 16 марта 2005   | 902         |
| Картман ищет способ сократить растущее поголовье хиппи, которое заполонит Южный Парк накануне грандиозного хиппи-фестиваля. Но фестиваль-таки состоялся, и на плечи Картмана выпадает спасение города.                                                      |            |                                                                           |             |                |                 |             |
| 128 | 3          | «Винг» «Wing»                                                             | Трей Паркер | Трей Паркер    | 23 марта 2005   | 903         |
| Друзья хотят заработать на певческом таланте Токена и становятся его агентами. После неудачи они берутся за дела китайской певицы Винг. |            |                                                                           |             |                |                 |             |
| 129 | 4          | «Лучшие друзья навсегда» «Best Friends Forever»                           | Трей Паркер | Трей Паркер    | 30 марта 2005   | 904         |
| Кенни лучше всех играет в игру «Небеса против сил зла» для детища небес — консоли PSP. По этой причине в раю организуют его смерть, но люди пытаются вернуть его к жизни. На небесах грядёт масштабная битва, место главнокомандующего должен занять Кенни. |            |                                                                           |             |                |                 |             |
| 130 | 5          | «Всё ради поражения» «The Losing Edge»                                    | Трей Паркер | Трей Паркер    | 6 апреля 2005   | 905         |
| Мальчики стараются проиграть бейсбольные матчи, чтобы не играть в эту «скучную» игру всё лето. Рэнди тренируется драться с другими отцами на трибунах. |            |                                                                           |             |                |                 |             |
| 131 | 6          | «Смерть Эрика Картмана» «The Death of Eric Cartman»                       | Трей Паркер | Трей Паркер    | 13 апреля 2005  | 906         |
| Дети Южного Парка решают игнорировать Картмана, и он решает, что умер. Только Баттерс, не принимавший участия в договоре, видит Эрика. |            |                                                                           |             |                |                 |             |
| 132 | 7          | «День эрекции» «Erection Day»                                             | Трей Паркер | Трей Паркер    | 20 апреля 2005  | 907         |
| У Джимми начинаются эрекции, и он волнуется по этому поводу перед выступлением на школьном шоу талантов. |            |                                                                           |             |                |                 |             |
| 133 | 8          | «За два дня до послезавтра» «Two Days Before the Day After Tomorrow»      | Трей Паркер | Трей Паркер    | 19 октября 2005 | 908         |
| Стэн и Картман случайно ломают плотину, в результате чего учёные предполагают глобальное потепление и вводят чрезвычайную ситуацию. |            |                                                                           |             |                |                 |             |
| 134 | 9          | «Марджорин» «Marjorine»                                                   | Трей Паркер | Трей Паркер    | 26 октября 2005 | 909         |
| Чтобы отобрать у девочек прибор, предсказывающий будущее, дети вынуждают Баттерса инсценировать собственную смерть и попасть на девичник у Хайди в роли новой девочки, Марджорин.                                                                           |            |                                                                           |             |                |                 |             |
| 135 | 10         | «Следи за яйцом!» «Follow That Egg!»                                      | Трей Паркер | Трей Паркер    | 2 ноября 2005   | 910         |
| Узнав, что мистер Мазохист и большой Эл-гомосек собираются пожениться, миссис Гаррисон клянётся добиться запрета однополых браков. Для этого она пытается использовать результаты школьного задания.                                                        |            |                                                                           |             |                |                 |             |
| 136 | 11         | «Рыжие дети» «Ginger Kids»                                                | Трей Паркер | Трей Паркер    | 9 ноября 2005   | 911         |
| Картман начинает кампанию против рыжих. Обозлённый Кайл делает так, что Эрик сам становится рыжим, но тот кардинально меняет ситуацию. |            |                                                                           |             |                |                 |             |
| 137 | 12         | «Застрявший в чулане» «Trapped in the Closet»                             | Трей Паркер | Трей Паркер    | 16 ноября 2005  | 912         |
| Стэн обращается за советом к саентологии, лидеры которой признают его новым пророком. Том Круз, Ар Келли и Джон Траволта запираются в чулане Стэна. |            |                                                                           |             |                |                 |             |
| 138 | 13         | «Освободите Виллзиака» «Free Willzyx»                                     | Трей Паркер | Трей Паркер    | 30 ноября 2005  | 913         |
| Встретив в океанариуме «говорящего» кита, друзья решают вернуть его домой — на Луну. Пародия на фильм «Освободите Вилли». |            |                                                                           |             |                |                 |             |
| 139 | 14         | «Кровавая Мэри» «Bloody Mary»                                             | Трей Паркер | Трей Паркер    | 7 декабря 2005  | 914         |
| У Рэнди проблемы с алкоголем. В соседнем городе у статуи девы Марии начинает идти кровь из задницы, и это чудо становится его последней надеждой. |            |                                                                           |             |                |                 |             |